# J. Farrell MacDonald
J. Farrell MacDonald (* 6. Juni 1875 in Waterbury, Connecticut; † 2. August 1952 in Hollywood, Kalifornien) war ein amerikanischer Film- und Theaterschauspieler und Stummfilmregisseur. Zwischen 1911 und 1951 spielte der Charakterdarsteller in rund 325 Filmen, darunter alleine 25 Produktionen unter der Regie von John Ford. Außerdem betätigte sich MacDonald bei über 50 Stummfilmen zwischen 1912 und 1917 selbst als Regisseur.

## Leben und Karriere

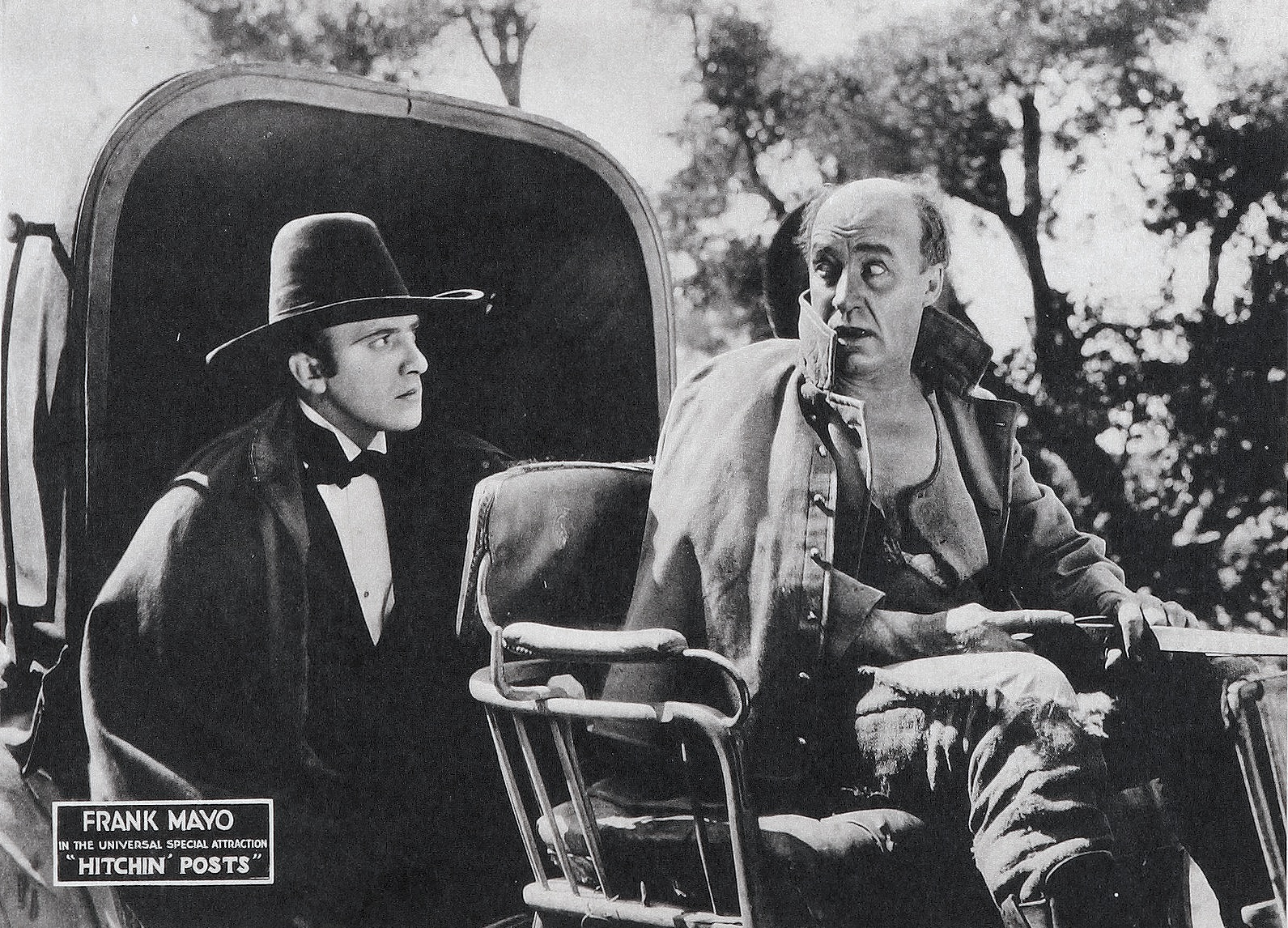
MacDonald (rechts) neben Frank Mayo auf einer Lobbykarte zu John Fords Film Hitchin' Post (1920)

J. Farrell MacDonald begann seine Karriere als Sänger bei Minstrel Shows, trotz eines Abschlusses an der Yale University. Nachdem er über Jahre mit Theatertruppen durch die Vereinigten Staaten gereist war, absolvierte er seinen ersten Filmauftritt 1911 bei der Produktionsfirma IMPC von Filmpionier Carl Laemmle. Nachdem er als Schauspieler in zahlreichen Filmen gearbeitet hatte, wurden ihm ab 1912 auch selbst Regiearbeiten zugetragen. So fungierte er zwischen 1912 und 1917 als Regisseur von über 50 Filmen, darunter einige recht aufwendige Produktionen ihrer Zeit. L. Frank Baum ließ MacDonald sein Buch Der Zauberer von Oz in gleich mehreren Teilen verfilmen. Harold Lloyd und Hal Roach bekamen durch MacDonald erste Schauspiel- und Statistenrollen, als sie beide noch völlig unbekannt waren. Später, als Roach sein eigenes Filmstudio mit Lloyd als seinem Hauptstar begründet hatte, holten sie MacDonald zeitweise als Regisseur hinzu. Parallel zu seinen Regiearbeiten war MacDonald jedoch weiterhin in Filmen als Schauspieler aufgetreten, und 1918 zählte er zu den beliebtesten Charakterdarstellern in Hollywood. Er beendete seine Laufbahn als Regisseur, um ausschließlich als Schauspieler zu arbeiten. 
1919 drehte er seinen ersten Film mit John Ford namens A Fight for Love, und noch im selben Jahr drehten sie drei weitere Filme zusammen. Insgesamt sollten Ford und MacDonald im Lauf der Jahrzehnte ganze 25 Filme miteinander drehen. In den 1920er-Jahren hatte MacDonald unter anderem Auftritte in Fords Western Das eiserne Pferd und Drei rauhe Gesellen. Der deutsche Regisseur Friedrich Wilhelm Murnau setzte ihn in der Rolle des freundlichen Fotografen in seinem bis heute von Filmkritikern vielbeachteten, ersten US-Film Sonnenaufgang – Lied von zwei Menschen ein. Mit dem Beginn der Tonfilmzeit blieb MacDonald ein vielbeschäftigter und bekannter Schauspieler, jedoch wurden seine Rollen zunehmend kleiner. Oftmals spielte er väterlich oder streng erscheinende Arbeiter, Polizisten, Militärs oder Richter; häufig in Western oder Kriminalfilmen. In den 1930er- und 1940er-Jahren wurde er unter anderem von Frank Capra, Hal Roach, John Ford und Preston Sturges in ihren Filmen eingesetzt. Ab etwa 1940 wurde MacDonald für seine kleinen Rollen immer häufiger nicht im Abspann erwähnt, darunter in seinem Auftritt als erzürnter Mann, gegen dessen Baum James Stewart in Ist das Leben nicht schön? fährt. Eine seiner letzten größeren Rollen hatte er 1946 als Wirt in John Fords Faustrecht der Prärie. Zuletzt hatte er auch einige Fernsehauftritte. Er arbeitete bis zu seinem Tod als Schauspieler.
Zeitweise war MacDonald auch als Schauspiellehrer an der University of Southern California tätig. Mit der Schauspielerin Edith Bostwick (1882–1943) war er bis zu ihrem Tod 1943 verheiratet gewesen. Sie hatten eine Tochter. MacDonald verstarb 1952 im Alter von 77 Jahren und liegt im Chapel of the Pines Crematory in Los Angeles begraben.

## Filmografie

### Als Regisseur
- 1913: Rory o' the Rogs
- 1914: Samson
- 1914: The Patchwork Girl of Oz
- 1914: The Magic Cloak of Oz
- 1914: His Majesty, the Scarecrow of Oz
- 1914: The Last Egyptian
- 1915: Lonesome Luke, Social Gangster
- 1917: Over the Fence

### Als Schauspieler
- 1911: The Scarlet Letter
- 1915: Rags
- 1919: Roped
- 1919: A Fight For Love
- 1919: Riders of Vengeance
- 1919: The Outcasts of Poker Flat
- 1919: Marked Men
- 1920: Bullet Proof
- 1921: Hitchin' Posts
- 1921: The Freeze-Out
- 1921: The Wallop
- 1921: Action
- 1922: Der junge Maharadscha (The Young Rajah)
- 1922: Sky High
- 1922: The Bonded Woman
- 1923: Drifting
- 1924: Das eiserne Pferd (The Iron Horse)
- 1925: Lightin'
- 1925: Kentucky Pride
- 1925: Thank You
- 1925: Die Millionenfaust (The Fighting Heart)
- 1925: Der schüchterne Don Juan (The Lucky Horseshoe)
- 1926: Bedrohte Grenzen (The Last Frontier)
- 1926: Jenseits der Grenze (The Country Beyond)
- 1926: The Shamrock Handicap
- 1926: Drei rauhe Gesellen (3 Bad Man)
- 1926: Großstadtspatzen (The Family Upstairs)
- 1927: Bezahlte Liebe (Paid to Love)
- 1927: Sonnenaufgang – Lied von zwei Menschen (Sunrise: A Song of two Humans)
- 1927: Titanic (East Side, West Side)
- 1928: Bringing Up Father
- 1928: None But the Brave
- 1928: Dreimal Hochzeit (Abie’s Irish Rose)
- 1928: Vier Teufel (4 Devils)
- 1928: In Old Arizona
- 1928: Riley the Cop
- 1929: Masked Emotions
- 1930: U 13 (Men Without Women)
- 1930: Born Reckless
- 1931: Die Frau meines Freundes (Other Men’s Women)
- 1931: Feindschaft (The Painted Desert)
- 1931: Herz am Scheideweg (The Easiest Way)
- 1931: Juwelenraub in Hollywood (The Stolen Jools) (Kurzfilm)
- 1931: The Millionaire
- 1931: The Maltese Falcon
- 1931: The Squaw Man
- 1931: Vollblut (Sporting Blood)
- 1932: Me and My Gal
- 1933: The Power and the Glory
- 1933: I Loved a Woman
- 1933: Murder on the Campus
- 1934: Harold Lloyd, der Strohmann (The Cat’s-Paw)
- 1934: Novak liebt Amerika (Romance in Manhattan)
- 1935: Stadtgespräch (The Whole Town’s Talking)
- 1935: Herr Sherlock und Frau Holmes (Star of Midnight)
- 1935: Unser kleines Mädel (Our Little Girl)
- 1935: Die Frau auf Seite 1 (Front Page Woman)
- 1935: Riffraff
- 1936: Geheimnisvolle Passagiere (Florida Special)
- 1936: Show Boat
- 1937: Im Kreuzverhör (Maid of Salem)
- 1937: Parnell
- 1937: Das Sklavenschiff (Slave Ship)
- 1937: Slim
- 1937: Topper – Das blonde Gespenst (Topper)
- 1937: The Game That Kills
- 1937: Der Überfall auf den Goldexpress (Courage of the West)
- 1938: White Banners
- 1938: Schnelle Fäuste (The Crowd Roars)
- 1938: Millionärin auf Abwegen (There Goes My Heart)
- 1938: Submarine Patrol
- 1939: Zenobia, der Jahrmarktselefant (Zenobia)
- 1939: Musik fürs Leben (They Shall Have Music)
- 1939: Fräulein Winnetou (Susannah of the Mounties)
- 1939: Nenn mich Hilda (The Housekeeper’s Daughter)
- 1940: Schwarzes Kommando (Dark Command)
- 1941: Hier ist John Doe (Meet John Doe)
- 1941: Vertauschtes Glück (The Great Lie)
- 1941: Sullivans Reisen (Sullivan’s Travels)
- 1942: Der wilde Bill (Wild Bill Hickok Rides)
- 1942: Helden der Lüfte (Captains of the Clouds)
- 1942: Piraten im karibischen Meer (Reap the Wild Wind)
- 1942: Atemlos nach Florida (The Palm Beach Story)
- 1943: The Ape Man
- 1943: Sensation in Morgan’s Creek (The Miracle of Morgan’s Creek)
- 1944: The Great Moment
- 1944: Irish Eyes Are Smiling
- 1945: Hangover Square
- 1945: Ein Baum wächst in Brooklyn (A Tree Grows in Brooklyn)
- 1945: Dolly Sisters (The Dolly Sisters)
- 1945: Mord in der Hochzeitsnacht (Fallen Angel)
- 1946: Skandal im Sportpalast (Joe Palooka, Champ)
- 1946: Smoky, König der Prärie (Smoky)
- 1946: Faustrecht der Prärie (My Darling Clementine)
- 1946: Ist das Leben nicht schön? (It’s a Wonderful Life)
- 1947: Verrückter Mittwoch (The Sin of Harold Diddlebock)
- 1947: So einfach ist die Liebe nicht (The Bachelor and the Bobby-Soxer)
- 1948: Der Rächer von Texas (Panhandle)
- 1948: Belvedere, das verkannte Genie (Sitting Pretty)
- 1948: Rache ohne Gnade (Fury at Furnace Creek)
- 1948: The Walls of Jericho
- 1948: Die Ungetreue (Unfaithfully Yours)
- 1948: When My Baby Smiles at Me
- 1948: Tochter der Prärie (Belle Starr’s Daughter)
- 1948: Der Todesverächter (Whispering Smith)
- 1949: The Beautiful Blonde from Bashful Bend
- 1949: Sand
- 1949: Die Stadt der rauhen Männer (Fighting Man of the Plains)
- 1949: Der Marschall von Santa Fe (The Dalton Gang)
- 1950: So ein Pechvogel (When Willie Comes Marching Home)
- 1950: Geheimagent in Wildwest (Dakota Lil)
- 1950: Gauner, Gangster, schöne Mädchen (The Daltons’ Women)
- 1950: Harte Männer aus Wildwest (Hostile Country)
- 1950: Einer weiß zuviel (Woman on the Run)
- 1951: Mr. Belvederes zweite Jugend (Mr. Belvedere Rings the Bell)
- 1951: Hochzeitsparade (Here Comes the Groom)
- 1951: Golden Girl
- 1951: Superman and the Mole-Men
- 1951: Cornelia tut das nicht (Elopement)